# Eaton (Nueva York)
Eaton es un pueblo ubicado en el condado de Madison en el estado estadounidense de Nueva York. En el año 2000 tenía una población de 4,826 habitantes y una densidad poblacional de 41.6 personas por km².

## Geografía
Eaton se encuentra ubicado en las coordenadas 42°52′38″N 75°37′41″O / 42.87722, -75.62806.. El centro geográfico de Nueva York está en Pratts Hollow, señalado por la Iglesia Metodista Unida de Pratts Hollow.

## Demografía
Según la Oficina del Censo en 2000 los ingresos medios por hogar en la localidad eran de $36,229 y los ingresos medios por familia eran $39,643. Los hombres tenían unos ingresos medios de $30,417 frente a los $23,107 para las mujeres. La renta per cápita para la localidad era de $14,538. Alrededor del 9.5% de la población estaban por debajo del umbral de pobreza.